# La Première
La Première é uma rede pública de rádio e televisão francesa pertencente à France Télévisions. É composto por nove canais de televisão e por nove estações de rádio de proximidade difundidas no ultramar francês, bem como por um canal de televisão nacional, France Ô, e por uma web rádio. Além disso, é o operador do multiplex ROM 1 da TDT na França ultramarina. Sua cor da identificação dentro do grupo da televisão pública é o amarelo.
Criado em 14 de setembro de 1954, o serviço da Radiodiffusion de la France d'Outre-Mer (RFOM) agrupa então as rádios ultramarinas. Em 17 de setembro de 1982, a rede tornou-se uma empresa de programa nacional chamada de Société de radiodiffusion et de télévision pour l'outre-mer (RFO). Em 15 de setembro de 1998, passou a denominar-se Réseau France Outre-mer (RFO), passando a ser uma filial da France Télévisions em 9 de julho de 2004.

## História

### 1929–1954: As primeiras estações de rádio ultramarinos
Em 1929, La Réunion foi o primeiro departamento francês a ter uma estação de rádio, a Radio Saint-Denis. Outras rádios, por sua vez, são lançados nos territórios ultramarinos franceses: Radio Club em São Pedro e Miquelão em 1930, Radio Nouméa Amateur na Nova Caledônia em junho de 1937, Radio Martinique na Martinica em outubro de 1937, Radio Guadeloupe em Guadalupe, São Bartolomeu e São Martinho em 1937, Radio Tahiti na Polinésia Francesa em 1949 e Radio Cayenne na Guiana em junho de 1951.

### 1954–1975: De RFOM ao ORTF
O decreto de 14 de setembro de 1954 cria o serviço de Radiodiffusion de la France d'Outre-Mer (RFOM), que inclui todas as rádios no exterior. Está sob a supervisão do Ministério da França no exterior. Em 20 de janeiro de 1955, a RFOM é substituída pela Société de radiodiffusion de la France d'Outre-mer (SORAFOM), colocada sob a autoridade da Société financière de radiodiffusion (SOFIRAD), que administra as participações estatais em rádio e televisão. Em fevereiro de 1961, a SORAFOM criou a Radio Comores em Mayotte.
Em 14 de abril de 1964, a SORAFOM foi substituída pelo Office de coopération radiophonique (OCORA). Esta última é rapidamente colocada sob a direcção do novo Office de coopération radiophonique (ORTF), criado alguns meses mais tarde. A ORTF lança o canal de televisão local ORTF Martinique em julho de 1964, depois os canais ORTF Guadeloupe e ORTF Réunion em dezembro do mesmo ano, Télé Nouméa e Télé Tahiti em outubro de 1965, ORTF Guyane em janeiro de 1967 e ORTF São Pedro e Miquelão em abril do mesmo ano.

### 1975–1982: FR3 DOM-TOM
Em 31 de dezembro de 1974, a ORTF foi dividida em sete empresas. Em 6 de Janeiro de 1975, foram criadas três sociedades nacionais de programas de televisão autónomas e concorrentes: Télévision française 1 (TF1), Antenne 2 (A2) e France Régions 3 (FR3). O OCORA, que reúne as estações de rádio e de televisão ultramarinas, é confiada ao France Régions 3 (FR3) dentro de uma delegação denominada FR3 DOM-TOM. Os canais de televisão local são conhecidos pelo nome do local geográfico de difusão precedido de FR3, como FR3-Martinique.
Em abril de 1979, o governo francês lançou o rádio FR3 Wallis et Futuna e Wallis-et-Futuna.

### 1982–1998: RFO
O decreto de 17 de setembro de 1982 criou a sociedade nacional de programa de radiodifusão e televisão para o exterior, denominada de Société de radiodiffusion et de télévision pour l'outre-mer, e comumente chamada de RFO. O capital é detido em 47,5 % pela France Régions 3, em 40 % pelo Estado e em 12,5 % pela Radio France. A nova empresa é autônoma e tem seu próprio presidente e CEO. Os canais de televisão local são conhecidos pelo nome do local geográfico de difusão precedido pela RFO, como RFO-Martinique.
Entre 1983 e 1988, entrou em funcionamento um segundo canal de televisão na Martinica, em Guadalupe, Guiana Francesa, La Réunion, em São Pedro e Miquelão, na Nova Caledónia e na Polinésia Francesa. Em 1986, a RFO lançou a RFO Mayotte e RFO Wallis et Futuna. Em abril de 1988, os canais na ultramarinas foram renomeados para RFO 1 e RFO 2.
Em 1985, a RFO criou a Agence Internationale d'Images de Télévision (AITV) para fornecer notícias a todas as redes de televisão de língua francesa no continente africano, a mais de 25 canais de televisão da América Latina em espanhol e no Oriente Médio em inglês.
Em 15 de março de 1994, a RFO inaugurou o primeiro contato de satélite de compressão digital entre Paris e Nova Caledônia. Os neocaledonianos podem então assistir a programas em qualidade, com apenas alguns dias de atraso em relação à metrópole, ou mesmo ao vivo. Até então, tinham de esperar quase um mês, até que as transmissões fossem transportadas em cassetes por avião. O CEO, Gérard Bélorgey planeja estender a transmissão por satélite de compressão digital a todas as estações da RFO. Em 1995, o grupo criou o Prix RFO du livre que premia uma obra francófona de ficção com ligação ao ultramar francês ou às zonas geográficas e geopolíticas circundantes. Em 1996, a RFO foi reformulada na sequência de uma greve das estações privadas de La Réunion, que constataram o monopólio da RFO no exterior. A empresa pública já não pode utilizar gratuitamente os programas da TF1 e deve suprimir a publicidade da RFO 2. As rádios devem submeter-se às mesmas regras muito restritivas de acesso ao mercado publicitário que a Radio France.
Em fevereiro de 1997, Jean-Marie Cavada torna-se o novo presidente da RFO. Sua prioridade é oferecer uma melhor "visibilidade" aos programas da empresa na França Metropolitana, onde vivem mais de 1,5 milhão de franceses estrangeiros. Assim, o grupo lançou em 25 de março de 1998 o RFO Sat, um novo canal de televisão dedicado ao exterior e transmitido em pacotes de tv a cabo e satélite (Canalsatellite e TPS). O canal, que transmite inicialmente apenas quatro horas por dia, retoma os programas dos canais locais ultramarinos. Em 1998, a RFO mudou-se para a sua nova sede em Malakoff, nos subúrbios parisienses. Até agora, os funcionários espalhados por diferentes locais são agrupados em um novo edifício de 7 400 m². Nesta ocasião, os equipamentos e redes são modernizados e as instalações técnicas passam para o digital. Algumas estações locais também mudam de sede, como as da Polinésia, Guiana e Guadalupe.

### 1998–2010: Réseau France Outre-mer (RFO)
Em 15 de setembro de 1998, a empresa foi renomeada como Réseau France Outre-mer, mantendo a mesma sigla RFO. Como resultado dessa mudança, o RFO 2 torna-se Tempo, um canal cultural e educativo cujos programas provêm dos do serviço público (France Télévisions, Arte) e também da TF1 (até 2003). Em 1 de janeiro de 1999, os canais RFO 1 foram renomeados para Télé Pays (onde Pays é substituído pelo nome dos territórios ultramarinos franceses) e, em fevereiro, os rádios foram renomeados para Radio Pays. A Télé Pays retomam as emissões dos canais metropolitanos (France Télévisions, TF1) e produzem as suas próprias emissões locais. Eles também transmitem os chamados programas de "rede", ou seja, programas criados por uma das nove estações no exterior para todas as outras estações.
Como resultado da lei de 9 de julho de 2004, a empresa Réseau France Outre-mer (RFO) faz parte do grupo de televisão pública France Télévisions, através da absorção por fusão da empresa RFO Participations. A RFO mantém seu status de empresa limitada com um conselho de administração, mas que agora é presidido pelo CEO da France Télévisions. Após essa integração, em 25 de fevereiro de 2005, o canal RFO Sat passou a se chamar France Ô, no mesmo espírito que os outros canais do grupo. O France Ô integra a primeira televisão digital terrestre na Ilha de França em 24 de setembro de 2007 e depois em toda a França em 8 de junho de 2010.
Em 21 de junho de 2008, a RFO lançou a web rádio Radio Ô. Inicialmente consagrada essencialmente à música ultramarina, difunde progressivamente emissões de informação e outros programas.

### 2010–presente: Réseau Outre-Mer Première
Em 30 de novembro de 2010, a televisão digital terrestre (TDT) chega ao Ultramar. Nessa ocasião, a Réseau France Outre-mer (RFO) muda de nome para Réseau Outre-Mer Première e adota um novo logotipo. A empresa foi escolhida pelo CSA para ser o operador do multiplex ROM 1 da TDT ultramarina, difundindo os canais da France Télévisions, Arte e France 24. Cada ultramarino francês passa então a possuir apenas uma televisão local e uma rádio local chamada Pays Première. Os canais de televisão locais já não podem retomar os programas dos canais nacionais da France Télévisions (France 2, France 3, France 4 e France 5), uma vez que estes últimos são doravante difundidos no Ultramar. Devem, portanto, tornar-se canais completos com as suas próprias grade de programação.

## Identidade visual

### Réseau France Outre-Mer
Em 1990, a agência Gideon criou o logotipo da RFO: três quadrados de cores (verde, laranja e azul) com as letras inscritas no interior em branco. Em 1999, a agência Dragon rouge mantém os três quadrados coloridos, mas altera a ordem das cores e retira as letras para escrevê-las no canto superior direito de cada quadrado. Em 9 de julho de 2004, o Réseau France Outre-mer (RFO) faz parte da France Télévisions. Em 23 de março de 2005, a empresa possui uma identidade visual mais próxima dos outros canais do grupo, com uma mudança de logotipo: trapézios e a cor laranja, assim como o canal France Ô.

Antigo logotipo da Radio-télévision française d'outre-mer de 31 de dezembro de 1982 a 17 de julho de 1990.
Antigo logotipo da Radio-télévision française d'outre-mer de 17 de julho de 1990 a 1 de janeiro de 1999.
Antigo logotipo do Réseau France Outre-mer de 1 de janeiro de 1999 a 23 de março de 2005.
Antigo logotipo promocional do Réseau France Outre-mer por ocasião da integração à France Télévisions em 9 de julho de 2004.
Antigo logotipo do Réseau France Outre-mer de 23 de março de 2005 a 7 de abril de 2008.
Antigo logotipo do Réseau France Outre-mer de 7 de abril de 2008 a 30 de novembro de 2010.

### Réseau Outre-Mer Première et La Première
Em 30 de novembro de 2010, o Réseau France Outre-mer (RFO) tornou-se Réseau Outre-Mer Première. Este último adota um novo logotipo modelado nos de outros canais da France Télévisions: um trapézio amarelo com o número 1 inscrito em branco no interior.
Em 8 de dezembro de 2017, a France Télévisions revelou os novos logotipos dos seus canais, em forma de ponto de cada cor segundo estas últimas, que foram lançados em 29 de janeiro de 2018. Nessa mesma data, a rede toma o nome de Outre-Mer La Première, na sequência de uma mediação entre a France Télévisions e o Groupe M6, proprietário do canal a cabo Paris Première, que via, só sobre o nome, um risco de confusão entre esta última e os canais da rede pública ultramarina para os telespectadores. Este facto levou a que o canal por cabo recorresse ao Tribunal de Grande Instance em 2012, que declarou o seu pedido inaceitável, mas, em contrapartida, solicitou um período de mediação que durou 18 meses, tendo sido concluído um acordo em 2014. Este acordo prevê, nomeadamente, a introdução entre o nome da localidade e o sufixo "Première", um artigo determinante que neste caso é "La". A France Télévisions implementou este plano a partir de 1 de janeiro de 2018. Assim, por exemplo, diz-se agora Guadeloupe La 1ère e o mesmo para todas as estações regionais ultramarinas.

Antigo logotipo da Réseau Outre-Mer Première de 30 de novembro de 2010 a 28 de janeiro de 2018.
Antigo logotipo oficial da Réseau Outre-Mer Première, usado na entre de 30 de novembro de 2010 a 28 de janeiro de 2018.
Logo da La Première desde 29 de janeiro de 2018.
Logotipo alternativo da La Première desde 29 de janeiro de 2018.

## Serviços

### Rádio e televisão
Réseau Outre-Mer Première gerencia nove canais de televisão e nove estações de rádio locais de interesse geral, transmitidas nas onze regiões, departamentos ou comunidades ultramarinas habitadas. Onde tem o nome de Pays Première, onde Pays é substituído pelo nome da região ultramarina. O grupo também é dono do canal nacional de televisão France Ô e da web rádio nacional Radio Outre-mer Première.

#### Antigos canais
- RFO Sat: canal generalista nacional dedicado aos territórios ultramarinos criado em 25 de março de 1998. Foi sustituido pelo France Ô em 25 de fevereiro de 2005.
- Tempo: canal generalista local ultramarina fundando em 1983. Encerrou suas transmissão em 30 de novembro de 2010.

### Internet
A rede possui um site de notícias nas regiões ultramar, vinculado ao France Info.

### Outros serviços
A Agence Internationale d’Images de Télévision (AITV) é uma agência de imprensa e de produção de imagens televisivas especializadas em notícias da África e do Oriente Próximo. A France Télévisions Publicité Inter Océan (FTPIO) é a agência de publicidade dos canais ultramarinos. Anteriormente, a Régie Inter Oceans era a administração publicitária da RFO.

### Operador de multiplex
Desde 30 de novembro de 2010, a Réseau Outre-Mer Première é o operador do multiplex ROM 1 da televisão digital terrestre (TDT) ultramarina. Ela está a transmitir:
- o canal público de proximidade Pays Première;
- cinco canais públicos nacionais da France Télévisions: France 2, France 3, France 4, France 5 e France Ô;
- dois canais públicos nacionais: Arte e France 24;
- vários canais privados ou associativos locais.